# Gran Premio del Pacífico
El Gran Premio del Pacífico fue una carrera válida el campeonato mundial de Fórmula 1 que se disputó en los años 1994 y 1995. Ambas carreras se disputaron en el Circuito Internacional de Okayama, que es un circuito lento y con muchas curvas ubicado en los alrededores de Aida, Okayama (cerca de Kōbe), en Japón. 
En 1994, Michael Schumacher logró una victoria fácil, luego que Ayrton Senna estuvo involucrado en un accidente en la primera curva con Mika Häkkinen y Nicola Larini. En la carrera de 1995, la carrera fue ganada por Michael Schumacher, gracias a la perfecta estrategia de carrera de su equipo, asegurando en esta carrera su segundo campeonato mundial.

## Ganadores

### Fórmula 1
Las ediciones que no forman parte del Campeonato Mundial de Fórmula 1 están indicadas con un fondo de color rosado.
| Año        | Piloto                 | Constructor          | Circuito       | Resultados     |
| ---------- | ---------------------- | -------------------- | -------------- | -------------- |
| 1960       | Stirling Moss          | Lotus-Climax         | Laguna Seca    | Resultados     |
| 1961       | Stirling Moss (2)      | Lotus-Climax         | Laguna Seca    | Resultados     |
| 1962       | Roger Penske           | Zerex Special-Climax | Laguna Seca    | Resultados     |
| 1963       | Dave MacDonald         | Cooper-Ford          | Laguna Seca    | Resultados     |
| 1964- 1993 | No se disputó.         | No se disputó.       | No se disputó. | No se disputó. |
| 1994       | Michael Schumacher     | Benetton-Ford        | Okayama        | Resultados     |
| 1995       | Michael Schumacher (2) | Benetton-Renault     | Okayama        | Resultados     |

## Estadísticas

### Pilotos con más victorias
| Victorias | Piloto             | Años       |
| --------- | ------------------ | ---------- |
| 2         | Michael Schumacher | 1994, 1995 |

### Constructores con más victorias
| Victorias | Constructor | Años       |
| --------- | ----------- | ---------- |
| 2         | Benetton    | 1994, 1995 |